# 比奥讷河畔布瓦尼
比奥讷河畔布瓦尼（法語：Boigny-sur-Bionne，法語發音：[bwaɲi syʁ bjɔn]）是法国卢瓦雷省的一个市镇，位于该省西部，省会奥尔良市区以东，卢瓦尔河右岸，属于奥尔良区。

## 地理
比奥讷河畔布瓦尼（47°55'39"N, 2°0'34"E）面积7.53 平方千米，位于法国中央-卢瓦尔河谷大区卢瓦雷省，该省份为法国中北部省份，北起埃松省，西北接厄尔-卢瓦省，西南接卢瓦-谢尔省，南至涅夫勒省和谢尔省，东临约讷省，东北接塞纳-马恩省。
与比奥讷河畔布瓦尼接壤的市镇（或旧市镇、城区）包括：谢西、马尔迪耶、马里尼莱叙萨日、圣让德布赖、特赖努、韦讷西。

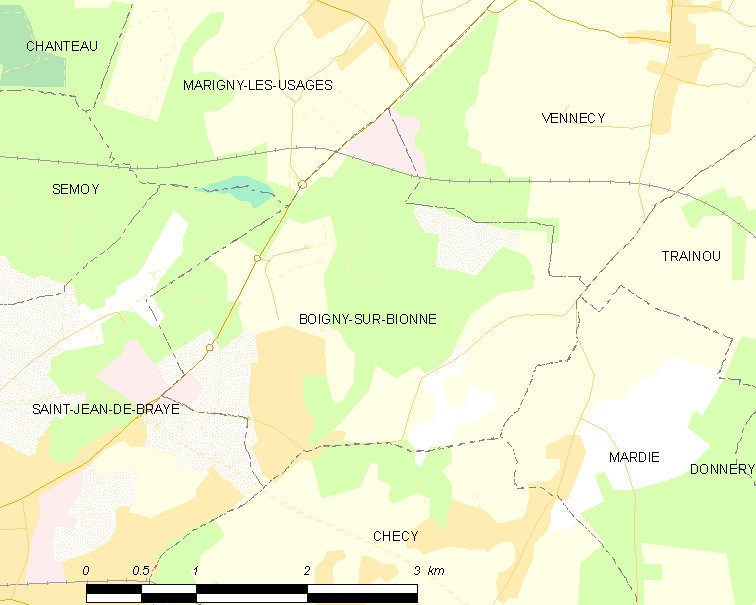
比奥讷河畔布瓦尼的OSM定位图

比奥讷河畔布瓦尼的时区为UTC+01:00、UTC+02:00（夏令时）。

## 行政
比奥讷河畔布瓦尼的邮政编码为45760，INSEE市镇编码为45034。

## 政治
比奥讷河畔布瓦尼所属的省级选区为圣让德布赖县。

## 人口

1962-2008年间比奥讷河畔布瓦尼人口变化图示

比奥讷河畔布瓦尼于2022年1月1日时的人口数量为2106人。